# Araneus carnifex
Araneus carnifex là một loài nhện trong họ Araneidae.
Loài này thuộc chi Araneus. Araneus carnifex được Octavius Pickard-Cambridge miêu tả năm 1885.